# Kota Miyamoto
Kota Miyamoto (宮本 航汰 Miyamoto Kōta?, Shizuoka, Shizuoka, 19 de junio de 1996) es un futbolista japonés que juega como centrocampista en el Shimizu S-Pulse de la J1 League.

## Trayectoria

### Clubes
| Club                      | País  | Año       |
| ------------------------- | ----- | --------- |
| Shimizu S-Pulse           | Japón | 2015-     |
| J. League sub-22 (cedido) | Japón | 2015      |
| V-Varen Nagasaki (cedido) | Japón | 2016-2017 |
| FC Gifu (cedido)          | Japón | 2018-2019 |